# Francis John Doyle
Francis John Doyle (Terang, 6 ottobre 1897 – Bamana, 4 novembre 1973) è stato un vescovo cattolico australiano.

## Biografia
Abbracciò la vita religiosa tra i Missionari del Sacro Cuore di Gesù ed emise i voti il 26 febbraio 1921. Ordinato prete nel 1926, si dedicò all'evangelizzazione delle popolazioni indigene della Papuasia.
Il 18 maggio 1951 fu nominato prefetto apostolico di Samarai e nel 1956, con l'elevazione di quella circoscrizione a vicariato apostolico, fu promosso all'episcopato. Quando, nel 1966, fu stabilita la gerarchia cattolica in quelle regioni, fu trasferito alla sede residenziale di Sideia.
Fondò la congregazione indigena dei Fratelli di Papa Sarto.
Morì nel 1973.

## Genealogia episcopale
La genealogia episcopale è:
- Cardinale Scipione Rebiba
- Cardinale Giulio Antonio Santori
- Cardinale Girolamo Bernerio, O.P.
- Arcivescovo Galeazzo Sanvitale
- Cardinale Ludovico Ludovisi
- Cardinale Luigi Caetani
- Cardinale Ulderico Carpegna
- Cardinale Paluzzo Paluzzi Altieri degli Albertoni
- Papa Benedetto XIII
- Papa Benedetto XIV
- Papa Clemente XIII
- Cardinale Marcantonio Colonna
- Cardinale Giacinto Sigismondo Gerdil, B.
- Cardinale Giulio Maria della Somaglia
- Cardinale Carlo Odescalchi, S.I.
- Cardinale Costantino Patrizi Naro
- Cardinale Serafino Vannutelli
- Cardinale Domenico Serafini, Cong. Subl. O.S.B.
- Cardinale Pietro Fumasoni Biondi
- Arcivescovo Romolo Carboni
- Vescovo Francis John Doyle, M.S.C.